# Gurij (Fjodorov)
Gurij (světským jménem: Vladislav Albertovič Fjodorov; * 8. listopadu 1960, Kaliningrad) je ruský duchovní Ruské pravoslavné církve a biskup arseňjevský a dalněgorský.

## Život
Narodil se 8. listopadu 1960 v Kaliningradu (dnes Koroljov). Jeho otec Albert (Alexandr) se roku 1993 stal jerejem.
Roku 1978 dokončil Kaliningradskou střední školu č. 7. Poté pracoval v plynném a chemickém průmyslu (dnešní společnost Uralchimmaš v Jekatěrinburgu). V letech 1981–1984 byl ženatý. Roku 1985 dokončil studium na Moskevském institutu architektury.
Dne 2. dubna 1985 byl v chrámu svatého Eliáše na Obyděnském pěreulku v Moskvě pokřtěn.
Od 19. srpna 1986 do 29. ledna 1989 byl oltářníkem a čtecem chrámu Proměnění Páně v Krasnobogatyrské ulici Moskvy.
Dne 30. ledna 1989 začal pobývat v Trojicko-sergijevské lávře a 8. května byl do tohoto monastýru přijat. Zde působil jako architekt ekonomického oddělení, vedoucí skladu apod. Dne 8. dubna 1990 byl představeným lávry archimandritou Feognostem (Guzikovem) postřižen na monacha se jménem Gurij na počest svatého Gurije, arcibiskupa kazaňského.
Dne 21. září 1990 byl biskupem benderským Vikentijem (Morarem) rukopoložen na hierodiakona.
Od 25. listopadu 1990 do 8. listopadu 1995 sloužil jako starší hypodiakon patriarchy moskevského Alexije II.
Od 17. dubna 1994 do 29. prosince 2000 byl členem pracovní skupiny pro projektování a výstavbu chrámu Krista Spasitele v Moskvě (komise po dějiny umění). Od 5. října 1994 byl asistentem ključara (pomocník představeného) tohoto chrámu s pověřením zajišťovat nezbytnou pomoc ve věcech spojených s obnovou zničené svatyně.
Dne 8. listopadu 1995 byl rukopoložen na jeromonacha s právem nosit nabedrenik a náprsní kříž. Než byl dostavěn chrám Krista Spasitele, sloužil v časovni Ikony Matky Boží Vládkyně a poté v chrámu Proměnění Páně.
Od roku 1998 byl přednášejícím církevního umění na Pěrervinském duchovním semináři v Moskvě.
Dne 30. prosince 2000 se stal představeným chrámu svatého velikomučedníka Pantelejmona při moskevské centrální nemocnici č. 1. Dne 5. května 2001 se stal pomocníkem duchovního a od 17. března 2007 duchovním Učiliště svatého Pantelejmona sester milosrdenství.
Dne 3. dubna 2005 byl jmenován představeným a stavitelem Patriarchálního podvorje ve vesnici Sumarokovo Ruzského rajónu Moskevské oblasti.
Roku 2006 dokončil dálkové studium Moskevské duchovní akademie.
Dne 6. října 2011 jej Svatý synod zvolil biskupem arseňjevským a dalněgorským. Dne 27. října 2011 byl povýšen na archimandritu a o den později byl v Patriarchální rezidenci v Moskvě oficiálně jmenován biskupem. Dne 6. listopadu 2011 proběhla v chrámu Ikony Všech strádajících a zarmoucených radost v Moskvě jeho biskupská chirotonie. Světiteli byli patriarcha moskevský Kirill, metropolita krutický a kolomenský Juvenalij (Pojarkov), metropolita volokolamský Ilarion (Alfejev), metropolita vladivostocký a primorský Veniamin (Puškar) a biskup solněčnogorský Sergij (Čašin).